# 刺蕊草属
刺蕊草属（学名：Pogostemon）是唇形科下的一个属，为草本或亚灌木植物。该属共有约60种以上，主要分布于热带至亚热带亚洲，可作為香水的廣藿香（Pogostemon cablin），有些可生長於水中例如:噴泉太陽（Pogostemon helferi）。
属名Pogostemon源于希腊语pogon（髯毛）和stemon（雄蕊）的合成词，指本属植物花丝中部具髯毛。